# Samantha ¿qué?

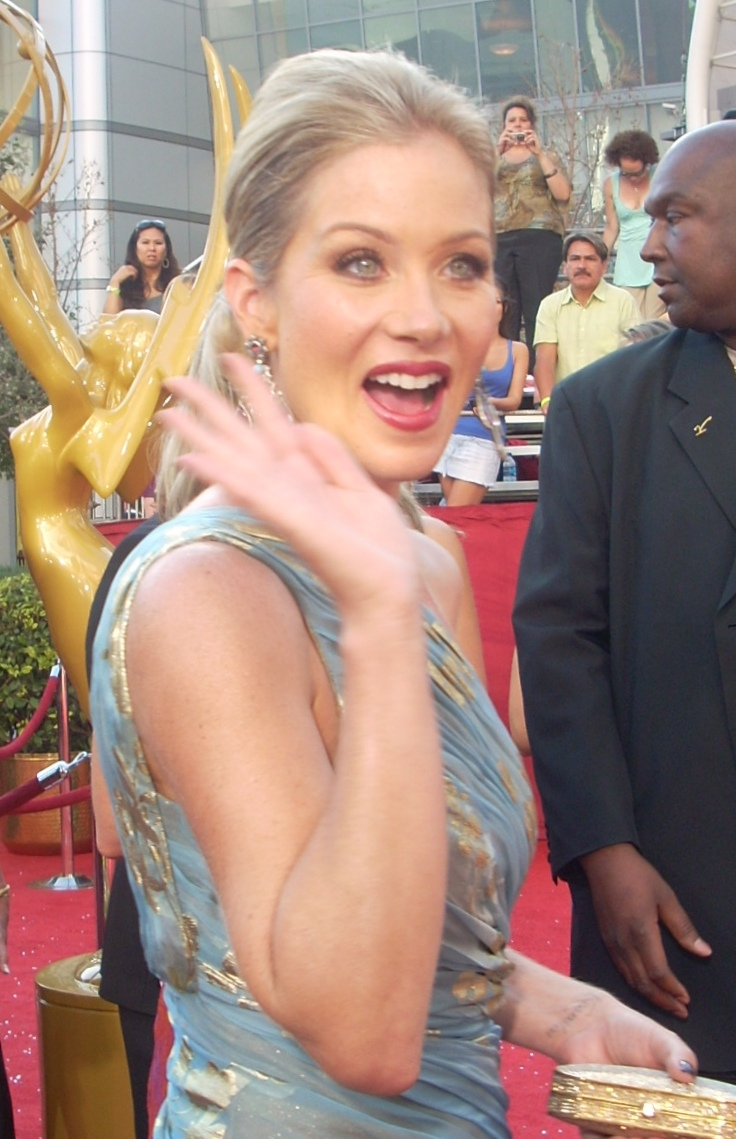
Christina Applegate en la 60ª edición de los premios Emmy, en el Nokia Theater, el 21 de septiembre de 2008.

Samantha Who? (Samantha, ¿qué? en España) es una serie de televisión estadounidense ganadora de un Emmy. Se estrenó el 15 de octubre de 2007 en Estados Unidos en la cadena ABC. La serie está protagonizada por Christina Applegate.
La comedia fue creada por Cecelia Ahern y Don Todd quienes asumen también la producción ejecutiva junto a Peter Traugott y Applegate.
Se centra en Samantha Newly, una joven que sufre un atropello por un coche y que tras ocho días en coma, despierta con amnesia e inicia una nueva vida sin recordar ni su nombre, ni su físico ni su pareja.
Samantha Who? comenzó con sólo siete episodios, pero el éxito en cuota de pantalla permitió renovar la serie para una temporada completa 2007-2008.
El 11 de febrero de 2008, ABC anunció una segunda temporada de Samantha Who?.
En Irlanda fue emitida por TG4; en el Reino Unido por E4 y en los Países Bajos por NET5. En Polonia, la serie se estrenó el 13 de octubre de 2007, en Fox Life.

## Argumento
Samantha Newly es vicepresidenta en un despacho de abogados en Chicago. Cuando es atropellada por un coche, se queda en coma. Está inconsciente durante 8 días y al despertar sufre amnesia retrógrada: ha conservado todos los conocimientos generales, pero no tiene idea de quién es o qué hace en su vida. Pronto Sam descubre que ha sido muy cruel con los que la rodean. Considera que su amnesia es una señal para una nueva oportunidad, toma conciencia de su pasado y trata de cambiar su vida y mejorar su compartimento. 

## Reparto
- Christina Applegate como Samantha Newly.
- Barry Watson como Todd Deepler.
- Jean Smart como Regina Newly.
- Jennifer Esposito como Andrea Belladona.
- Melissa McCarthy como Dena.
- Kevin Dunn como Howard Newly.
- Tim Russ como el sarcástico portero Frank.

### Personajes secundarios
- Joy Osmanski como Tracy.
- Rick Hoffman como Chase Chapman.
- Eddie Cibrian como Kevin Eisling.
- Kiele Sánchez como Chloë.
- Timothy Olyphant como Winston Funk.
- William Abadie como René.

## Audiencias de televisión en Estados Unidos

### Audiencia estándar
El siguiente resumen, "rating" es el porcentaje de todos los hogares con televisores sintonizados en el show, y "share" es el porcentaje de todos los televisores en uso en ese momento que se sintonizaban. "18-49" es el porcentaje de todos los adultos 18-49 años de edad sintonizado en el show. "Viewerea" son la cantidad de espectadores, en millones, viendo en ese momento. "Rank" es cómo el show no en comparación con otros programas de televisión que difundió la semana.
Salvo citados, la calificación de la noche a la mañana, compartir, 18-49 y ver la información provienen de tus programas de entretenimiento ahora. El semanario filas proceden de la programación de operaciones con información privilegiada y ABC MEDIANET.

## Primera temporada
| #  | Episodio                | Fecha de estreno        | Hora U.S (EST) | Índice de audiencia | Share | 18-49    | Espectadores | Rank |
| -- | ----------------------- | ----------------------- | -------------- | ------------------- | ----- | -------- | ------------ | ---- |
| 1  | Piloto                  | 15 de octubre de 2007   | Lunes 21:30    | 10.2                | 15    | 4.2 (#2) | 14.42 (#1)   | #10  |
| 2  | "The Job"               | 22 de octubre de 2007   | Lunes 21:30    | 9.6                 | 14    | 4.6 (#2) | 13.68 (#1)   | #18  |
| 3  | "The Wedding"           | 29 de octubre de 2007   | Lunes 21:30    | 10.5                | 15    | 4.9 (#2) | 14.18 (#1)   | #14  |
| 4  | "The Virgin"†           | 5 de noviembre de 2007  | Lunes 21:45    | 10.3                | 16    | 4.6 (#2) | 12.86 (#1)   | #18  |
| 5  | "The Restraining Order" | 12 de noviembre de 2007 | Lunes 21:30    | 9.5                 | 14    | 4.4 (#2) | 13.69 (#1)   | #15  |
| 6  | "The Hypnotherapist"    | 19 de noviembre de 2007 | Lunes 21:30    | 10.1                | 15    | 4.8 (#2) | 14.38 (#1)   | #13  |
| 7  | "The Hockey Date"       | 26 de noviembre de 2007 | Lunes 21:00    | 8.4                 | 12    | 4.1 (#2) | 11.69 (#2)   | #22  |
| 8  | "The Car"               | 3 de diciembre de 2007  | Lunes 21:00    | 5.0                 | 7     | 2.9 (#3) | 7.16 (#3)    | #49  |
| 9  | "The Break-Up"          | 10 de diciembre de 2007 | Lunes 21:00    | 4.4                 | 7     | 2.8 (#3) | 6.72 (#3)    | #47  |
| 10 | "The Girlfriend"        | 7 de abril de 2008      | Lunes 21:30    | 7.3                 | 11    | 3.4 (#2) | 11.80 (#2)   | #19  |
| 11 | "The Boss"              | 14 de abril de 2008     | Lunes 21:30    | 6.4                 | 10    | 3.0 (#3) | 9.98 (#3)    | #25  |
| 12 | "The Butterflies"       | 21 de abril de 2008     | Lunes 21:30    | 7.0                 | 11    | 2.9 (#3) | 10.13 (#3)   | #27  |
| 13 | "The Gallery Show"      | 28 de abril de 2008     | Lunes 21:30    | TBA                 | TBA   | 3.1 (#3) | 9.87 (#3)    | TBA  |
| 14 | "The Affair"            | 5 de mayo de 2008       | Lunes 21:30    | 7.1                 | 11    | 3.0 (#3) | 10.53 (#4)   | #24  |
| 15 | "The Birthday"          | 12 de mayo de 2008      | Lunes 21:30    | 7.5                 | 11    | 3.2 (#5) | 11.02 (#4)   | #17  |

## Segunda temporada
| #  | Episodio                 | Fecha de estreno      | Hora U.S (EST) | Índice de audiencia | Share | 18-49 | Espectadores | Rank |
| -- | ------------------------ | --------------------- | -------------- | ------------------- | ----- | ----- | ------------ | ---- |
| 16 | "So I Think I Can Dance" | 13 de octubre de 2008 | TBA            | TBA                 | TBA   | 11.70 | #17          |      |
| 17 | "Out of Africa"          | 20 de octubre de 2008 | TBA            | TBA                 | TBA   | 11.30 | #17          |      |
| 18 | "The Pill"               | 27 de octubre de 2008 | TBA            | TBA                 | TBA   | 11.45 | TBA          |      |

Este episodio comenzó a las 21:45, por lo que los índices de audiencia se estiman y fueron medidos de las 9:30 de media hora y la media hora 10:00.
- - Para los primeros sei episodios de Samantha Who?, el show celebró el título de Mayor Índice de audiencia de un sitcom. Un título el cual fue celebrado por Two and a Half Men para las dos anteriores temporadas.
  - Samantha Who? fue, en sus primeros siete episodios, la comedia situacional con mayor índice de audiencia (audiencia) que debutó durante la temporada 2007-2008.

## Historia de producción
Producida por ABC Studios y Brillstein-Grey Television, a la serie se le fue dada oficialmente la luz verde para trece episodios el 11 de mayo de 2007.
El show fue originalmente llamado Sam I Am hasta ser renombrada por ABC como Samantha Be Good debido a los conflictos de la herencia del Dr. Seuss. TV Guide luego reportó que ABC tuvo que cambiar el título de la serie una vez más a Samantha Who?. La primera promoción de la serie para televisión, fue la amnesia de su personaje principal, y apareció sin ningún título específico. La falta de título declarado (con una cuestión de marca en lugar) se atribuyó al personaje de Applegate de no recordar el nombre de la serie.
La serie hizo su estreno el 15 de octubre de 2007, a las 21:30 Oeste/20:30 en el Centro y movida a las 21:00 Oeste/20:00 en el centro los lunes el 26 de noviembre de 2007.
El 25 de octubre de 2007, ABC ordenó 6 libretos adicionales para Samantha Who?.
El 30 de octubre de 2007, ABC ordenó una temporada completa de 22 episodios para Samantha Who?.
El 11 de febrero de 2007, ABC anunció una temporada 2008-2009 para Samantha Who?.
El 31 de octubre de 2007, ABC ordenó 7 episodios más para Samantha Who? con lo que el número total de episodios para la segunda temporada del show son 20.

## Lanzamiento del DVD
| Nombre del DVD            | Fecha de Lanzamiento     | Ep # | Información Adicional                                 |
| ------------------------- | ------------------------ | ---- | ----------------------------------------------------- |
| The Complete First Season | 23 de septiembre de 2008 | 15   | Bonus features incluye escenas eliminadas y bloopers. |

Samantha Who?: The Complete First Season fue lanzado en la región 1 el 23 de septiembre de 2008. La colección en DVD incluye los 15 episodios de la Primera Temporada.

## Emisión en español
España
El canal TNT España, accesible por plataforma digital de pago o cable, comenzó a emitir "Samantha ¿qué?" en marzo de 2008.
Latinoamérica
En Latinoamérica es transmitido a través del Canal Sony con el nombre de "Samantha Who?", en México por el canal 7 de TV AZTECA a la media noche, y en Costa Rica por Teletica a las 12:30am.

## Doblaje
| Personaje        | Actor original      | Actor de doblaje       | Temporada |
| ---------------- | ------------------- | ---------------------- | --------- |
| Samantha Newly   | Christina Applegate | Yotzmit Ramírez        | 1-2       |
| Regina Newly     | Jean Smart          | Rebeca Manríquez       | 1-2       |
| Owen             | James Tupper        | Ulises Maynardo Zavala | 1         |
| Andrea Belladona | Jennifer Esposito   | Yadira Aedo            | 1-2       |
| Frank            | Tim Russ            | Juan Carlos Tinoco     | 1-2       |
| Todd             | Barry Watson        | Horacio Mancilla       | 1-2       |
| Dena             | Melissa McCarthy    | Gaby Cárdenas          | 1-2       |
| Chloë            | Kiele Sánchez       | Liliana Barba          | 1         |
| Willow           | Eliza Coupe         | Cynthia de Pando       | 1         |
| Funk             | Billy Zane          | José Gilberto Vilchis  | 2         |

## Personajes episódicos
| Segunda Temporada | Segunda Temporada | Segunda Temporada | Segunda Temporada |
| Personaje         | Actor original    | Actor de doblaje  | Episodio          |
| ----------------- | ----------------- | ----------------- | ----------------- |
| Tommy Wylder      | John Taylor       | Gerardo Reyero    | 29                |
| Gigi              | Angie Harmon      | Cony Madera       | 34                |
| Dolly             | Shulie Cowen      | Rommy Mendoza     | 35                |

### Voces adicionales y ambientes
- Queta Calderón

- Datos: Q1344341